# Paradosso asiatico (cardiologia)
Con paradosso asiatico (dall'inglese Asian Paradox) ci si riferisce al basso tasso di cardiopatie e tumori che si registra in Asia orientale, nonostante l'alto numero di forti fumatori.

## La ricerca di Yale
Nel maggio 2006 alcuni ricercatori della Facoltà di Medicina dell'Università Yale pubblicarono un articolo relativo a oltre 100 studi condotti sui benefici arrecati alla salute dal tè verde. Essi teorizzarono che i 1,2 litri di tale bevanda, che molti asiatici consumano in media al giorno, forniscono al fisico un alto tasso di polifenoli ed altre sostanze antiossidanti. Queste molecole agiscono in molti modi nel migliorare le funzionalità cardiovascolari, prevenendo l'aggregazione piastrinica, e migliorando i livelli del colesterolo. Questo effetto anticoagulante è alla base della preoccupazione, da parte di molti medici, che i loro pazienti evitino l'assunzione di tè verde prima di procedure correlate alla capacità di coagulazione. Nello specifico il tè verde è in grado di prevenire l'ossidazione del colesterolo trasportato dalle lipoproteine a bassa densità, il cosiddetto "colesterolo cattivo", contribuendo quindi a ridurre la formazione di placche nelle arterie.